# Laudamus
Laudamus, Laudamus te (latin: "vi lovsjunger dig") är ett moment i den kristna mässan. Den är del av "den stora doxologin" och tar vid efter dess inledning "Gloria in excelsis Deo" (latin: "ära åt Gud i höjden").

## Innehåll
I denna lovsång prisas både Fadern och Sonen på olika vis:
"Vi lovar Dig, vi välsignar Dig, vi tillber Dig, vi prisar och ärar Dig, vi tackar Dig för Din stora härlighet. Herre Gud, himmelske konung, Gud Fader allsmäktig, Herre, Guds enfödde Son, Jesus Kristus, Herre Gud, Guds Lamm, Faderns Son, Du som borttager världens synder, förbarma Dig över oss. Ty Du är allena helig, Du allena Herre, Du allena den högste Jesus Kristus, med den Helige Ande, i Guds Faderns härlighet. Amen."
Förkortade versioner förekommer. 

## Laudamus i Svenska kyrkan
Första versen av Allena Gud i himmelrik har länge använts som laudamus i Svenska kyrkan. Måne och sol används ofta som alternativ lovpsalm vid familjegudstjänster och dop. Ära ske Gud, som från sin tron har ofta sjungits som alternativ lovsång (ståpsalm) under fastetiden. Numera är också Vår Gud, till dig du skapat oss flitigt använd året om.

## Källhänvisningar
1. ↑   Laudamus i Nationalencyklopedins nätupplaga. Läst 15 mars 2015.